# Berthold du mont Carmel
Pour les articles homonymes, voir Berthold.
Berthold du mont Carmel, après s'être engagé pour la deuxième croisade, part vivre en ermite sur le mont Carmel où vivent déjà plusieurs solitaires. Là, il devint le fondateur de la première communauté érémitique de ces hommes attachés au lieu et au prophète Élie. Avec lui s'esquisse déjà l'ordre du Carmel et il peut être considéré comme son premier prieur général. Il est reconnu bienheureux par l'Église catholique et fêté le 29 mars.

## Étymologie du nom
Berthold vient de l'ancien germanique et signifie “célèbre“, “illustre“, “brillant“.

## Biographie

### Histoire et légende

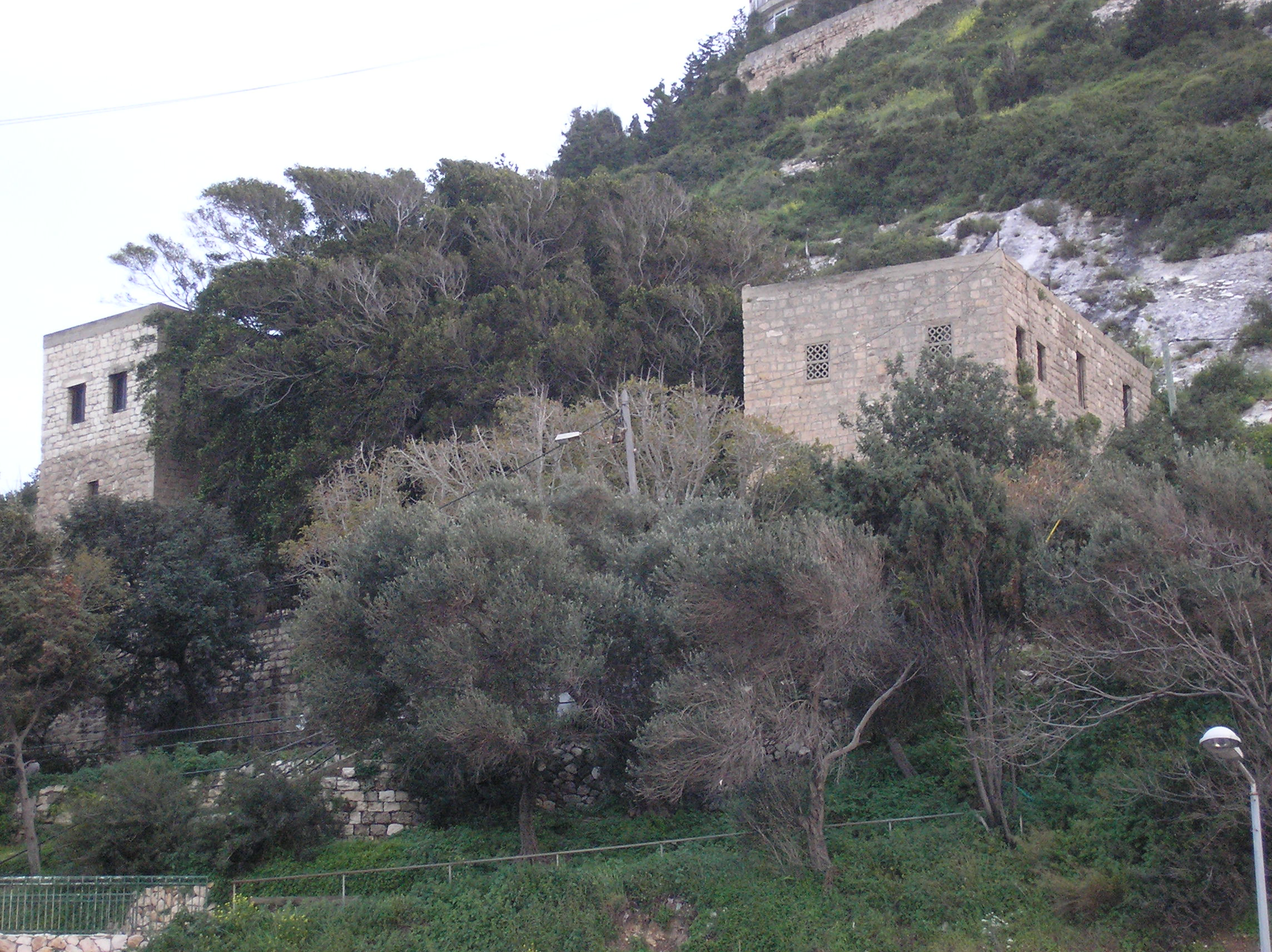
Grotte d’Élie sur le mont Carmel. Les premières communautés carmélites s'installèrent à proximité.

Berthold est né à Solignac au XIIe siècle dans le Limousin, et décédé entre 1195 et 1198. Peu d'éléments biographiques précis sont connus sur sa vie : la tradition (carmélitaine) a complété une partie des "blancs" historiques.
Selon la tradition, Berthold de Solignac serait un parent d'Aymeric de Malifaye, Patriarche d'Antioche (1141-1193).
Engagé pour la deuxième croisade, il se promet d'entrer en religion si les chrétiens sont victorieux. De fait, il accomplit sa promesse et réalise son vœu en se faisant ermite sur le mont Carmel, en Palestine vers 1153. Là, il va prendre la tête de la première communauté d'ermites en réaffirmant l'exemple du prophète Élie et en confiant son œuvre à la Vierge Marie. Une chapelle qui lui est dédiée est construite au centre des ermitages. Elle est baptisée Bienheureuse Vierge Marie du Mont Carmel, appellation qui rapidement va donner le premier nom à la communauté avant de s'établir en ordre.
À l'origine de l'ordre du Carmel, Berthold aurait été nommé ou confirmé prieur général de la communauté par le patriarche d'Antioche. Il serait resté à ce poste durant 45 ans,.
À sa suite, un autre tout premier carme nommé Brocard (ou Burchard) devient le second prieur. Natif de Jérusalem, il est mort vers 1231 et enterré sur le mont Carmel. Une vision lui serait rattachée, celle de « voir les âmes de beaucoup de carmélites qui avaient été tués par les Sarrasins menées dans le ciel par les anges ». 
De même, sa biographie a été modifiée au cours de l'histoire. Il est considéré comme bienheureux et fêté le 2 septembre. C'est lui qui fera approuver la règle de l'ordre par Albert, patriarche de Jérusalem.

### Sources bibliographiques
Les premières mentions de Berthold sont présentes dans La collection de légendes abrégée du catalogue des saints.
Le dominicain, Stéphane de Salignac (avant 1278) a déclaré qu'Aymeric de Malifaye de Salignac, patriarche d'Antioche (1142-1193) avait parmi les Carmes un neveu, « saint et au nom fameux ».

Le carme Philippe Ribot dans une lettre (la Lettre de Cyril) publiée après l'année 1378 dit que Berthold était un frère, et non un neveu d'Aymeric, que son nom était bien Berthold, et qu'il aurait été le premier grand prieur des Carmes.
 
Une autre carme, Jean Grossi, dans son Viridarium (Jardin) (vers 1400), donne à ce neveu le nom de Brocard, tandis que dans les compositions suivantes de son ouvrage, et dans le Catalogue des Saints Carmes de la même époque, Berthold de Malefaida est considéré comme étant le premier général de l'ordre et Berthold de Lombardie (Berthold II) devient le quatrième prieur de l'ordre.
 
Papenbroeck, en publiant le texte du moine grec Jean Phocas, qui visite le mont Carmel en 1177, identifie Berthold avec un vieux moine grec de Calabre.

## Attributs et culte

### Attributs
Berthold est représenté avec l'habit de Carme, parfois avec un livre et une épée, ou alors ayant la vision des martyrs.

### Célébrations et culte
Son culte est ordonné lors du chapitre général de l'ordre en 1564. Son nom, retiré du bréviaire lors de la réforme de 1585 est réintroduit en 1609. 
La liturgie qui est propre est approuvée en 1672. 
Sa fête est fixée le 29 mars.
Bien que toujours présent au calendrier des saints de l'Église catholique,, il est parfois absent du calendrier des fêtes de l'ordre du Carmel, et ne fait donc pas partie des mémoires obligatoires ou facultatives de l'ordre.